# قرفا
قرفا (به عربی: قرفا) یک روستا در سوریه است که در استان درعا واقع شده‌است. قرفا ۴٬۸۸۵ نفر جمعیت دارد.